# 斯科特 (密西西比州)
斯科特（英語：Scott）是位於美國密西西比州玻利瓦縣的普查規定居民點。

## 歷史
斯科特的郵局自1907年營運至今。

## 人口
根據2020年美國人口普查的數據，斯科特的面積為1.15平方千米，皆為陸地。當地共有人口90人，而人口密度為每平方千米78.26人。